# Suplència de competències
La suplència de competències és un mecanisme previst en l'article 17 de la Llei de règim jurídic de les administracions públiques i del procediment administratiu comú pel qual els titulars dels òrgans administratius poden ser suplerts temporalment en els supòsits de vacant, absència o malaltia per qui designi l'òrgan competent per al nomenament d'aquells. La suplència no implica alteració de la competència.